# Roccadaspide
Roccadaspide – miejscowość i gmina we Włoszech, w regionie Kampania, w prowincji Salerno.
Według danych na rok 2004 gminę zamieszkiwały 7462 osoby, 116,6 os./km².